# Lunghezza

Scala chilometri-miglia

Il termine lunghezza, nell'uso comune, indica una delle dimensioni di un oggetto, ovvero una sua estensione nello spazio. Nelle varie discipline tecniche e scientifiche il termine ha un utilizzo definito più rigorosamente o assume un significato leggermente diverso.
In geometria euclidea, la lunghezza di un segmento è la distanza tra gli estremi del segmento. Si veda la voce lunghezza di un arco per l'estensione di questo concetto ad archi di curva.
In matematica e in fisica il termine lunghezza è utilizzato anche come sinonimo di norma o valore assoluto di un vettore. In altri campi, questo termine può essere impiegato come sinonimo di distanza. Per esempio, in cartografia, la lunghezza di una strada è la distanza che bisogna percorrere per spostarsi da un'estremità di essa all'altra.
La lunghezza è assunta come una delle grandezze fisiche fondamentali, nel senso che non può essere definita in termini di altre grandezze. La lunghezza come grandezza fisica non è una proprietà intrinseca ad alcun oggetto. Infatti due osservatori possono misurare lo stesso oggetto e ottenere risultati differenti. Questa strana proprietà dello spazio viene spiegata nella teoria della relatività speciale di Albert Einstein.

## Unità di misura nella storia
L'unità di misura attuale nel SI della lunghezza è il metro ma questo fu definito solo nel 1791 e prima di allora si sono susseguite nel tempo innumerevoli unità di misura della lunghezza.
Le prime unità di misura di essa erano associate al corpo umano. Gli egiziani avevano stabilito il cubito che equivaleva alla distanza fra il gomito e l'estremità del dito medio. In modo simile il piede rappresentò la misurazione dopo la prima metà del Seicento ed equivaleva infatti alla lunghezza del piede reale di Luigi XIV.
Altre misure che si possono ricordare sono il piede e il miglio anche se quest'ultimo è un multiplo. Nel 1791 però si cercò una misura più oggettiva e si scelse quella del metro che, nella definizione attuale, è pari alla distanza coperta dalla luce,  nel vuoto, in un intervallo di tempo pari a 1/299 792 458 di secondo.